# Edson Tavares
Edson Tavares, född 10 juni 1956, är en brasiliansk fotbollstränare.
Edson Tavares har varit tränare för jordanska landslaget, vietnamesiska landslaget och haitiska landslaget.